# Brachystephanus postremus
|  | «Brachystephanus» redirigeix aquí. Vegeu-ne altres significats a «Brachystephanus (planta)». |

Brachystephanus postremus és una espècie extinta de mamífer notoungulat de la família dels oldfieldthomàsids que visqué a Sud-amèrica durant l'Eocè, fa entre 38 i 56 milions d'anys. Se n'han trobat restes fòssils a la província argentina de Mendoza. Es tracta de l'única espècie del gènere Brachystephanus. Era un notoungulat menut i d'aspecte primitiu, dotat de la fórmula dental {\displaystyle {\tfrac {3.1.4.3}{3.1.4.3}}}. El nom genèric Brachystephanus significa ‘corona curta’ i es refereix a la braquidòncia d'aquest animal, mentre que el nom específic postremus significa ‘postrem’ i es refereix a l'aparició molt tardana d'un notoungulat tan primitiu.